# Joan Hammond
Joan Hammond   (Christchurch, 24 de maig de 1912 - Bowral, 26 de novembre de 1996) va ser una soprano operística australiana, professora de cant i campiona de golf.

## Joventut
Joan Hilda Hood Hammond va néixer i es va batejar a Christchurch, Nova Zelanda. El seu pare, Samuel Hood, va néixer a Anglaterra. Es va casar amb la seva primera esposa, Edith, i després la va deixar i es va relacionar amb la mare de Hammond, Hilda Blandford, de qui també va tenir dos fills a Anglaterra. Va afegir informalment "Hammond" al seu nom i es van representar a si mateixos com a "senyor i senyora Samuel H. Hammond", tot i que no estaven casats en aquell moment.
Hammond va néixer el maig de 1912, poc després que la família hagués arribat a Nova Zelanda. Tenia sis mesos quan la seva família es va traslladar de nou a Sydney, Austràlia. Els seus pares es van casar finalment a Sydney el 25 de maig de 1927, l'endemà del seu 15è aniversari, encara que no hi ha proves que la primera esposa de Samuel hagués mort en aquell moment o que s'haguessin divorciat mai.
Hammond va assistir al Pymble Ladies 'College i va destacar tant en esports com en música. Va estudiar violí i cant al Conservatori Estatal de Música de Nova Gal·les del Sud a Sydney i va tocar violí durant tres anys amb lOrquestra Filharmònica de Sydney abans d'estudiar cant a Viena el 1936.

## Golfista
Hammond va guanyar el campionat femení de golf júnior per Nova Gal·les del Sud el 1929 i el campionat femení estatal amateur el 1932, 1934 i 1935. Quan es va fer coneguda com a jugadora de golf, va començar a signar el seu nom com a "Joan Hood Hammond", i els articles de diaris de vegades ho dividien en "Joan Hood-Hammond"; no obstant això, més tard va deixar caure el "Hood".

## Òpera
Una trobada amb Lady Gowrie, l'esposa del llavors governador de Nova Gal·les del Sud, Lord Gowrie, va fer possible els somnis de la jove Joan Hammond d'estudiar a Europa. Sovint es referia a Lady Gowrie com el seu "àngel de la guarda". Els companys de golf de Hammond a Nova Gal·les del Sud van recaptar prou diners perquè marxés d'Austràlia el 1936 per estudiar a Viena. També va estudiar amb Dino Borgioli a Londres. Va fer una gira àmplia i es va destacar sobretot pels seus papers de Puccini. Va tornar a Austràlia per fer gires de concerts el 1946, el 1949 i el 1953, i va protagonitzar la segona temporada d'òpera "Elizabethan Theatre Trust" el 1957. Va realitzar gires de concerts mundials entre 1946 i 1961. La seva autobiografia, A Voice, a Life, es va publicar el 1970.
Dame Joan Hammond va aparèixer als principals teatres d'òpera del món: el Royal Opera House, La Scala, l'Òpera Estatal de Viena i el Bolshoi. La seva fama a Gran Bretanya no va provenir només de les seves aparicions a l'escena, sinó dels seus enregistraments. Va fer famosa l'ària "O mio babbino caro" de l'òpera Gianni Schicchi de Puccini. Gravat en anglès amb el títol "O My Beloved Father", la Hammond va guanyar un premi de disc d'or per 1 milió de còpies venudes el 27 d'agost de 1969. El seu enregistrament de "O, Silver Moon" de Rusalka de Dvořák també va tenir una gran venda. Artista prolífica, el repertori de Hammond també abastava Verdi, Händel, Txaikovski, Massenet, Beethoven, a més de cançons populars, cançons d'art i lieder.

## Vida posterior
Un atac de cor el 1965 va obligar Hammond a retirar-se dels escenaris. La seva última actuació va ser al funeral del seu "àngel de la guarda", Lady Gowrie, el 30 de juliol de 1965, a la capella de St George, al castell de Windsor. Aquesta ocasió també va ser memorable pel fet que Hammond va ser la primera dona que mai va obtenir el permís reial per cantar en aquesta capella.
Hammond es va retirar a Austràlia. Es va convertir en patrona i membre vitalici de la "Victorian Opera Company" (amb seu a Melbourne) (des del 1976, "Victorian State Opera" - VSO), fundada el 1962 per Leonard Spira. Va ser directora artística de la VSO des de 1971 fins a 1976 i va romandre a la junta directiva fins a 1985. En col·laboració amb l'aleshores director general, Peter Burch, va convidar el jove director Richard Divall a convertir-se en director musical de la companyia el 1972. Es va unir al "Victorian Council of the Arts", va ser membre del panell assessor de l'òpera del "Council for the Arts d'Austràlia" i va ser membre honorari vitalici d'Òpera Austràlia. Va ser important per a l'èxit de VSO i Òpera Austràlia.
Hammond va emprendre una segona carrera com a professora de cant després que la seva carrera interpretativa acabés. El 1975 va ser nomenada cap de la facultat de veu del "Victorian College of the Arts", on va romandre fins a la seva jubilació disset anys després, el 1992. En aquest temps va formar un nombre extraordinari de cantants australians que van tenir una carrera exitosa a Austràlia i a l'escenari internacional. Entre els seus alumnes destacats hi ha la soprano Cheryl Barker i el baríton Peter Coleman-Wright.
El 1983, la seva llar a Aireys Inlet va ser destruïda pels incendis forestals del Dimecres de Cendra i va perdre totes les seves possessions, inclosos els records de tota la vida.

## Mort
Va morir el 1996 a Bowral, Nova Gal·les del Sud, als 84 anys, sense haver-se casat mai i va ser enterrada al cementiri general de Bowral. Joan Carden va cantar al concert funerari i commemoratiu de Hammond, tots dos celebrats a Melbourne.

## Honors
En els honors del "Queen's Birthday" de 1953, va ser nomenada Oficial de l'Orde de l'Imperi Britànic (OBE) pel seu cant. En els honors de l'aniversari de la reina de 1963 va ser ascendida a comandant (CBE). En el Queen's Birthday Honours de 1974, va ser promoguda a l'ordre de Dame Commander (DBE) per distingir serveis al cant. Els honors del Cap d'Any de 1972 va ser nomenada comandant de l'Orde de Sant Miquel i Sant Jordi (CMG) per als serveis de joves cantants d'òpera.

## Llegat
Va rebre el premi Sir Charles Santley de la Worshipful Company of Musicians (Londres) el 1970 com a "Músic de l'any". [1986], el Victoria State Opera va crear el premi Dame Joan Hammond amb Moffatt Oxenbould com a destinatari inaugural.
El 1989, la residència Hammond de la Universitat Deakin va ser oberta per ella i nomenada en honor seu.